# Корпе
Корено (словен. Korpe) — поселення в общині Луковиця, Осреднєсловенський регіон, Словенія. 
Висота над рівнем моря: 508,4 м.